# Bürgervorsteherkollegium (Hannover)
Das Bürgervorsteherkollegium (BVK) in Hannover war ab 1821 bis 1933 das Bürgervorsteherkollegium, also die Bezeichnung für die Gesamtheit der von den wahlberechtigten Bürgern der Stadt gewählten Bürgervorsteher. Gemeinsam mit dem Magistrat bildete das BVK die so genannten „Städtischen Kollegien“ der Stadt. An der Spitze des BVK stand der Worthalter.
Bekannte Bürgervorsteher (BV) in Hannover waren:
- Hermann Fiedeler (1844–1911), BV (Bürgermeister) in Döhren[2]
- Karl Börgemann (1851–1938), Bürgervorsteher im Aegidientor-Distrikt[3]